# 列昂尼德·伊瓦绍夫
列昂尼德·格里戈里耶维奇·伊瓦绍夫（羅馬化：Leonid Grigor'yevich Ivashov；1943年8月31日—），俄羅斯軍官、公職人員，現任地緣政治問題學院院長。退役上將。
2022年1月，他發表聲明，譴責俄羅斯總統弗拉基米尔·普京在2021年－2022年俄烏危機期間「挑起戰爭的犯罪政策」，呼籲普京下台。

## 生平
1964年畢業於塔什干苏沃洛夫军事学校。1974年畢業於伏龍芝軍事學院。1968年布拉格之春爆發之際，他以一名蘇聯軍隊輪值指揮官的身份入侵捷克斯洛伐克。
1976年至1984年期間，任蘇聯國防部部長德米特里·乌斯季诺夫的高級助手，1987年任蘇聯國防部總務司司長。
1996年至2001年，擔任俄羅斯聯邦國防部軍事合作司司長。他負責獨立國家聯合體成員國之間的軍事合作。
伊瓦紹夫將軍是1999年俄羅斯傘兵向普里什蒂納進軍的組織者之一。
2001年退休後，伊瓦紹夫撰寫了大量關於軍事和地緣政治的文章。 2004年至2014年期間擔任地緣政治問題學院院長。2015年3月，再次當選院長。據報導，他參與了亞歷山大·杜金著作《地緣政治基礎》的編纂。
2011年12月5日，他提名自己參加總統選舉，但中央選舉委員會以行政原因拒絕了他的提名。
2016年10月，伊瓦紹夫對俄羅斯第一頻道說，俄羅斯參與敘利亞衝突對於阻止卡塔爾-土耳其管道的建設至關重要，這對俄羅斯天然氣工業股份公司乃至俄羅斯聯邦的預算來說都是災難性的。
2022年1月31日，伊瓦紹夫以全俄軍官會議主席的身份發表聲明，譴責總統普京在2021年—2022年俄烏危機期間「挑起戰爭的犯罪政策」，呼籲普京總統辭職。伊瓦紹夫指責普京冒著「俄羅斯國家地位的最終毀滅和國內土著居民的滅絕」的風險，伊瓦紹夫表示，俄羅斯的真正危險不是北約或西方，而是「國家模式的不可行性、權力和行政體系的完全的無能和缺乏專業性、社會的被動性和混亂性。」在這些條件下，「沒有一個國家能夠長久存在」。根據羅德里克·格雷戈里的說法，「伊瓦紹夫認為北約是一個敵對力量，但經驗告訴他，北約/美國的威脅是可控的，不存在來自西方國家迫在眉睫的外部威脅」。

## 外部連結
- A comprehensive biography of Ivashov on the page of the Academy of Geopolitical Problems （页面存档备份，存于）
- Biography of Leonid Ivashov (in Russian) （页面存档备份，存于）